# Vnúkove
Vnúkove (en (ucraïnès): Внукове) és un poble de la República Autònoma de Crimea a Ucraïna, que el 2014 tenia 439 habitants. Pertany al districte de Txornomórske. Fins al 1945 la vila es deia Iaixpek.